# Columbia (Maryland)
Columbia és una concentració de població designada pel cens dels Estats Units a l'estat de Maryland. Segons el cens del 2000 tenia 88.254 habitants.

## Demografia
Segons el cens del 2000, Columbia tenia 88.254 habitants, 34.199 habitatges i 23.118 famílies. La densitat de població era de 1.236,4 habitants per km².
Dels 34.199 habitatges en un 35,9% hi vivien nens de menys de 18 anys, en un 53,4% hi vivien parelles casades, en un 11,2% dones solteres, i en un 32,4% no eren unitats familiars. En el 25,6% dels habitatges hi vivien persones soles el 5,1% de les quals corresponia a persones de 65 anys o més que vivien soles. El nombre mitjà de persones vivint en cada habitatge era de 2,54 i el nombre mitjà de persones que vivien en cada família era de 3,09.
Per edats la població es repartia de la següent manera: un 26,3% tenia menys de 18 anys, un 6,7% entre 18 i 24, un 34,1% entre 25 i 44, un 25,5% de 45 a 60 i un 7,5% 65 anys o més.
L'edat mediana era de 36 anys. Per cada 100 dones de 18 o més anys hi havia 88,7 homes.
La renda mediana per habitatge era de 71.524 $ i la renda mediana per família de 83.753 $. Els homes tenien una renda mediana de 60.498 $ mentre que les dones 41.501 $. La renda per capita de la població era de 32.833 $. Entorn del 3,4% de les famílies i el 5,4% de la població estaven per davall del llindar de pobresa.

## Poblacions més properes
El següent diagrama mostra les poblacions més properes.